# Одендаал, Фокс
Франс Хендрик Одендаал (1898—1966), также известен как Фокс Одендаал — политический деятель Южно-Африканской Республики.
Занимал пост губернатора южно-африканской провинции Трансвааль.

## Комиссия Одендаала
В 1962 году Фокс Одендаал был назначен главой комиссии, официально названной «Комиссия по делам Юго-Западной Африки», также неофициально именовалась «Комиссией Одендаала». Впоследствии неофициальное название стало употребляться чаще.
Комиссия была создана под предлогом решения проблем чёрного населения. В итоге, южно-африканскому правительству было рекомендовано установить резервации для представителей местного населения.. Комиссия закончила работу в 1963 году, а документы переданы в 1964.
Собрание этих документов было названо «Планом Одендаала».
После создания план подвергся критике со стороны Генеральной Ассамблеи ООН, но, тем не менее, был осуществлён в 1968 году.